# 박석진
박석진(朴石鎭, 1972년 7월 19일 ~ )은 대한민국의 야구 선수, 지도자로 전 KBO 리그 LG 트윈스의 투수이자 현재 KBO 리그 삼성 라이온즈 코치이다. 우완 사이드암 투수로서 삼성과 롯데를 여러 차례 오가며 선수 생활을 했으며 신고선수 출신의 성공 사례로 손꼽힌다.

## 출신 학력
- 수영초등학교
- 대천중학교
- 경남고등학교
- 단국대학교

## 프로 선수 경력
수영초등학교, 대천중학교, 경남고등학교, 단국대학교를 졸업하고 1995년 신고선수로 삼성 라이온즈에 입단하였다.
1997년 6월 27일 박동희, 김종훈을 상대로 이동수와 함께 고향 팀 롯데 자이언츠에 트레이드되었다. 1999년 11승(8선발승) 3패 2세이브, 2000년 7승(1선발승) 6패 8세이브 6홀드로 전성기를 달렸으며, 시드니 올림픽 국가대표팀 선수로 출전하여 동메달을 수상했다. 2001년에는 롯데 자이언츠의 마무리 투수로 등판하며 평균 자책점 2.98로 시즌 최우수 평균 자책점 타이틀을 수상했다. 그러나 마무리 투수로서는 이해하기 힘든 133이닝을 던졌는데 문동환 주형광 등 주축 투수들의 줄부상 탓인지 마무리 투수로 133이닝을 던졌다. 이로 인한 부상으로 인해 2002년, 2003년에는 2와 2/3이닝밖에 던지지 못하였다.
2004년 7월 12일 노장진·김승관 ↔ 김대익·박석진의 2:2 트레이드로 친정 팀 삼성 라이온즈로 복귀하였고, 2004~2006 시즌 3년간 15승(모두 구원) 5패 2세이브 23홀드를 기록하며 활약하였다.
2006년 시즌 종료 후 다시 삼성 라이온즈에서 방출되어 연고 팀 롯데 자이언츠로 돌아왔으나 2007년 7월 29일 최길성·최만호↔박석진·손인호의 2:2 트레이드로 LG 트윈스에 이적했다. 2008년 6월 1일 투수 신윤호, 장준관 등과 함께 웨이버 공시되어 현역에서 은퇴하였다.
그는 우완 사이드암 투수로서 직구로 승부하기보다 주로 우타자 상대로는 바깥쪽, 좌타자 상대로는 몸쪽 슬라이더를 즐겨 던지면서 타자를 돌려 세우는 피칭을 하였다.

## 코치 경력
은퇴한 후 도쿄 야쿠르트 스왈로스에서 뛰고 있었던 투수 임창용의 도움을 받아 2009년 야쿠르트에서 지도자 연수를 받았으며, 2010년에는 야쿠르트의 2군 투수 코치가 되었고, 2011년 삼성 라이온즈의 스카우트로 복귀했다. 2011년 종료 후 LG 트윈스 2군 투수코치에 부임했다. 차명석 LG 트윈스 1군 투수코치는 LG 트윈스 마운드 안정화에 대해 "100% 김기태 감독님과 박석진 2군 투수코치 덕분" 이라고 언급한 적이 있다.

## 통산 기록
| 연도 | 팀명   | 평균자책점 | 경기 | 완투 | 완봉 | 승 | 패 | 세 | 홀 | 승률  | 타자 | 이닝    | 피안타 | 피홈런 | 볼넷 | 사구 | 탈삼진 | 실점 | 자책점 | 비고                    |
| ---- | ------ | ---------- | ---- | ---- | ---- | -- | -- | -- | -- | ----- | ---- | ------- | ------ | ------ | ---- | ---- | ------ | ---- | ------ | ----------------------- |
| 1995 | 삼성   | 4.71       | 27   | 0    | 0    | 4  | 6  | 0  | 0  | 0.400 | 323  | 72 2/3  | 85     | 3      | 18   | 8    | 30     | 44   | 38     |                         |
| 1996 | 삼성   | 4.68       | 23   | 0    | 0    | 2  | 2  | 2  | 0  | 0.500 | 258  | 57 2/3  | 71     | 6      | 16   | 10   | 26     | 37   | 30     |                         |
| 1997 | 롯데   | 7.02       | 15   | 0    | 0    | 1  | 4  | 0  | 0  | 0.200 | 203  | 42 1/3  | 64     | 3      | 10   | 4    | 24     | 40   | 33     |                         |
| 1998 | 롯데   | 6.46       | 18   | 0    | 0    | 0  | 1  | 0  | 0  | 0.000 | 145  | 30 2/3  | 41     | 8      | 10   | 5    | 18     | 24   | 22     |                         |
| 1999 | 롯데   | 3.58       | 33   | 2    | 1    | 11 | 3  | 2  | 0  | 0.786 | 611  | 148 1/3 | 123    | 14     | 44   | 14   | 101    | 65   | 59     |                         |
| 2000 | 롯데   | 2.48       | 40   | 0    | 0    | 7  | 6  | 8  | 6  | 0.538 | 388  | 94 1/3  | 79     | 5      | 25   | 9    | 65     | 26   | 26     | 시드니 올림픽 대표 선수 |
| 2001 | 롯데   | 2.98       | 47   | 0    | 0    | 4  | 10 | 14 | 1  | 0.286 | 549  | 133     | 127    | 6      | 34   | 19   | 81     | 50   | 44     | 최우수 평균자책         |
| 2003 | 롯데   | 3.38       | 5    | 0    | 0    | 0  | 0  | 0  | 0  | 0.000 | 14   | 2 2/3   | 7      | 0      | 0    | 0    | 2      | 1    | 1      |                         |
| 2004 | 삼성   | 2.30       | 48   | 0    | 0    | 4  | 4  | 1  | 6  | 0.500 | 249  | 62 2/3  | 47     | 4      | 8    | 8    | 33     | 21   | 16     |                         |
| 2005 | 삼성   | 3.47       | 70   | 0    | 0    | 8  | 0  | 1  | 15 | 1.000 | 262  | 62 1/3  | 59     | 4      | 7    | 9    | 24     | 29   | 24     |                         |
| 2006 | 삼성   | 4.84       | 26   | 0    | 0    | 3  | 1  | 0  | 2  | 0.750 | 107  | 22 1/3  | 37     | 2      | 4    | 3    | 11     | 13   | 12     |                         |
| 2007 | LG     | 4.35       | 27   | 0    | 0    | 1  | 1  | 0  | 0  | 0.500 | 131  | 31      | 32     | 1      | 6    | 6    | 7      | 19   | 15     |                         |
| 2008 | LG     | 36.00      | 2    | 0    | 0    | 0  | 0  | 0  | 0  | 0.000 | 11   | 1       | 8      | 0      | 0    | 0    | 0      | 4    | 4      |                         |
| 통산 | 13시즌 | 3.83       | 381  | 2    | 1    | 45 | 38 | 28 | 30 | 0.542 | 3251 | 761     | 780    | 56     | 182  | 95   | 422    | 373  | 324    |                         |